# Kainji-Sprachen
Die Kainji-Sprachen bilden eine Untereinheit der platoiden Sprachen, eines Zweiges der Benue-Kongo-Sprachen, die ihrerseits zum Niger-Kongo gehören.
Die rund 55 Kainji-Sprachen werden von etwa einer Million Menschen in Nordwest- und Zentral-Nigeria gesprochen. Ihr Gebiet erstreckt sich vom Kainji-Stausee im Westen (Bundesstaaten Niger und Kebbi) bis zum nördlichen Hochland von Jos (Bundesstaat Plateau) im Osten. Auch in Kaduna werden unter anderem Kainji-Sprachen gesprochen. Die bedeutendsten Kainji-Sprachen sind Tsuvadi (150 Tsd. Sprecher), Lela, Rubasa, Cischingini und Tsishingini mit jeweils rund 100 Tsd. Sprechern.

## Position der Kainji-Sprachen innerhalb des Niger-Kongo
- Niger-Kongo
  - Volta-Kongo
    - Süd-Volta-Kongo
      - Benue-Kongo
        - Ost-Benue-Kongo
          - Platoid
            - Kainji
            - Nordwest-Plateau
            - Zentral-Plateau
            - Südost-Plateau
            - Süd-Plateau
            - Tarokoid
            - Jukunoid

## Interne Klassifikation
- Kainji
  - Ost-Kainji
    - Nord-Jos
      - Jera
        - Jera (65 Tsd.), Sanga (20 Tsd.), Lemoro (10 Tsd.), Duguza (2 Tsd.), Gyem (1 Tsd.), Iguta (6 Tsd.), Izora (5 Tsd.), Janji (400), Kudu-Camo (3 Tsd.), Lere (fast †), Shau (fast †), Sheni (fast †), Ziriya (fast †), Gamo-Ningi †

      - Kauru
        - Kurama (10 Tsd.), Gbiri-Niragu (5 Tsd.), Bina (2 Tsd.), Kono (1,5 Tsd.), Mala (2 Tsd.), Shuwa-Zamani (Kauru) (1 Tsd.),
Dungu (300), Kinuku (500), Ruma (2 Tsd.), Surubu (2 Tsd.), Tumi (600), Vono (500)

    - Piti-Atsam: Atsam (Chawai) (30 Tsd.), Piti (1 Tsd.)
    - Amao: Amo (Timap) (4 Tsd.)

  - West-Kainji
    - Duka: C'Lela (Lela) (100 Tsd.), Hun-Saare (75 Tsd.), Puku-Geeri-Keri-Wipsi (40 Tsd.), Gwamhi-Wuri (10 Tsd.)
    - Kamuku: Kamuku (30 Tsd.), Acipa (25 Tsd.), Pongu (20 Tsd.), Hungworo (1 Tsd.), Shama-Sambuga (5 Tsd.), Fungwa (1 Tsd.)
    - Baushi-Gurmana: Baushi (20 Tsd.), Gurmana (3 Tsd.)
    - Bassa: Bassa (Basa, Rubasa) (100 Tsd.), Bassa Gurmana (2 Tsd.), Bassa-Kaduna †, Bassa-Kontagora †
    - Kambari: Tsuvadi (150 Tsd.), Cischingini (80 Tsd.), Tsishingini (80 Tsd.), Tsikimba (50 Tsd.), Baangi (15 Tsd.), Kakihum (15 Tsd.)
    - Kainji-Lake: Laru (5 Tsd.), Lopa (5 Tsd.)
    - Reshe: Resche (Gunga, Yaurawa) (45 Tsd.)